# Viktoriya Balzhanova
Viktoriya Balzhanova (en ruso: Виктория Бальжанова; 11 de mayo de 1988) es una deportista rusa que compitió en tiro con arco, en la modalidad de arco compuesto.
Ganó una medalla de oro en el Campeonato Mundial de Tiro con Arco al Aire Libre de 2009 y tres medallas en el Campeonato Mundial de Tiro con Arco en Sala, en los años 2012 y 2018.
Además, obtuvo dos medallas en el Campeonato Europeo de Tiro con Arco al Aire Libre de 2010 y cinco medallas en el Campeonato Europeo de Tiro con Arco en Sala entre los años 2010 y 2022.

## Palmarés internacional
| Campeonato Mundial al Aire Libre | Campeonato Mundial al Aire Libre | Campeonato Mundial al Aire Libre | Campeonato Mundial al Aire Libre |
| Año                              | Lugar                            | Medalla                          | Prueba                           |
| -------------------------------- | -------------------------------- | -------------------------------- | -------------------------------- |
| 2009                             | Ulsan (Corea del Sur)            | Medalla de oro                   | Equipo                           |
| Campeonato Mundial en Sala       |                                  |                                  |                                  |
| Año                              | Lugar                            | Medalla                          | Prueba                           |
| 2012                             | Las Vegas (Estados Unidos)       | Medalla de oro                   | Individual                       |
| 2012                             | Las Vegas (Estados Unidos)       | Medalla de plata                 | Equipo                           |
| 2018                             | Yankton (Estados Unidos)         | Medalla de plata                 | Equipo                           |
| Campeonato Europeo al Aire Libre |                                  |                                  |                                  |
| Año                              | Lugar                            | Medalla                          | Prueba                           |
| 2010                             | Rovereto (Italia)                | Medalla de oro                   | Individual                       |
| 2010                             | Rovereto (Italia)                | Medalla de bronce                | Equipo                           |
| Campeonato Europeo en Sala       |                                  |                                  |                                  |
| Año                              | Lugar                            | Medalla                          | Prueba                           |
| 2010                             | Poreč (Croacia)                  | Medalla de bronce                | Individual                       |
| 2010                             | Poreč (Croacia)                  | Medalla de bronce                | Equipo                           |
| 2011                             | Cambrils (España)                | Medalla de oro                   | Equipo                           |
| 2019                             | Samsun (Turquía)                 | Medalla de oro                   | Equipo                           |
| 2022                             | Laško (Eslovenia)                | Medalla de oro                   | Equipo                           |